# Provincia de Kashatag
La provincia de Kashatag (en armenio: Քաշաթաղի շրջան, romanizado: Kashat'aghi shrjan) fue una provincia de la autoproclamada República de Artsaj. Si bien la provincia fue parte de facto de Artsaj, la república tuvo un reconocimiento internacional limitado y el territorio de la provincia fue, de jure, parte de la República de Azerbaiyán. Era la provincia más grande por extensión (3.376,60 km²). La población en 2013 era de 9.656. Su capital fue Lachín (Berdzor).

## Geografía
Kashtag limitaba con la provincia de Shahumián en el norte, la provincia de Martakert en el noreste, la provincia de Askerán, la provincia de Shushi y la provincia de Hadrut en el este. Irán al sur y Armenia al oeste.

## Historia
El territorio en el que se formó posteriormente la provincia de Kashatag formaba parte de la provincia de Syunik del Reino de Armenia. En la Edad Media existió el principado armenio. En el valle del río Akera se encontraba el principado más famoso de Kashatag. El territorio siguió siendo predominantemente armenio hasta las guerras ruso-persas y la invasión del ejército otomano por el sur del Cáucaso en el siglo XVIII. Las fuerzas rusas lograron invadir las provincias del Caspio de Persia, y en 1723, mientras simultáneamente luchaban contra los afganos en el este y los turcos en el oeste, Persia se vio obligada a ceder las provincias del Caspio al Imperio ruso. Los principados armenios de Artsaj, incluido el de Kashatag, apoyaron a Rusia en los diversos conflictos.
Kovsakan es la segunda ciudad más grande de la provincia de Kashatag después de la ciudad de Berdzor (Lachín). Mher Arakelyan del ARF Dashnaktsutyun, Razmik Mirzoyan, no partidista, y Hrach Manucharyan estaban compitiendo en las elecciones de alcalde que se celebrarían en junio de 2008.

## Demografía
La provincia  de Kashatag tenía la tasa de natalidad más alta de toda la región del Cáucaso. La tasa de natalidad se midió en 29,3 por 1.000 en 2010. Por otro lado, la República de Chechenia (Rusia), que tenía una tasa de natalidad de 28,9 por 1.000 en 2011, sólo pudo ocupar el segundo lugar.
- Tasa de natalidad: 29,3 por 1.000
- Tasa de mortalidad: 3,4 por 1.000
- Crecimiento natural: 2.60% anual

## Reasentamiento de refugiados sirios
En junio de 2015, se estima que 17.000 de la población armenia de Siria, que alguna vez fue de 80.000, había huido de la guerra civil siria y buscaban refugio en Armenia. David Babayan, portavoz del líder armenio de Karabaj, Bako Sahakyan, confirmó que algunos de esos refugiados habían sido reasentados en el Alto Karabaj. En diciembre de 2014, los medios de comunicación armenios citaron a las autoridades municipales locales al afirmar que "decenas de familias armenias sirias" habían sido reasentadas en la provincia de Kashtag del Alto Karabaj, específicamente en la ciudad de Berdzor y la aldea de Ishkhanadzor, también conocida como Xanlıq.